# Префектуре Грчке
Префектуре или номе (грч.  [nomoí, nomós]) су до 1. јануара 2011. године биле нижи облик регионалног уређења Грчке. Постојало је укупно 54 префектуре. По новом уређењу државе њима по величини подручја одговарају новоуспостављени окрузи.

## Историјат
Постојање префектура био је старо колико и савремена грчка држава. Како се држава ширила и развијала током 19. и 20. века тако се и број префектура повећавао, да бих 2010. године било 54. 
Грчка је добила 1. јануара 2011. године нову управну поделу државе према Каликратисовом плану (Закон 2852/2010). Новом поделом веома је измењено дотадашње устројство државе по пређашњем Каподистријском плану из 1997. године. Ниво префектура је овим укинут. Он је делимично надокнађен стварањем округа (тачније, периферијских јединица), које имају знатно мање надлежности него раније префектуре.

## Попис некадашњих префектура
Попис префектура је заснован на стању пре њиховог укидања, тј. крајем 2010. године.
| - (a) Света Гора 1. (види доле) - Периферија Средишња Грчка 2. Префектура Еубеја 3. Префектура Евританија 4. Префектура Фокида 5. Префектура Фтиотида 6. Префектура Беотија - Периферија Средишња Македонија 7. Префектура Халкидики 8. Префектура Иматија 9. Префектура Кукуш 10. Префектура Пела 11. Префектура Пијерија 12. Префектура Сер 13. Префектура Солун - Периферија Крит 14. Префектура Канија 15. Префектура Ираклион 16. Префектура Ласити 17. Префектура Ретимно - Периферија Источна Македонија и Тракија 18. Префектура Драма 19. Префектура Еврос 20. Префектура Кавала 21. Префектура Родопи 22. Префектура Ксанти - Периферија Епир 23. Префектура Арта 24. Префектура Јањина 25. Префектура Превеза 26. Префектура Теспротија | 1. Префектура Крф 2. Префектура Кефалонија 3. Префектура Лефкада 4. Префектура Закинтос - Периферија Северни Егеј 5. Префектура Хиос 6. Префектура Лезбос 7. Префектура Самос - Периферија Пелопонез 8. Префектура Аркадија 9. Префектура Арголида 10. Префектура Коринт 11. Префектура Лаконија 12. Префектура Месенија - Периферија Јужни Егеј 13. Префектура Киклади 14. Префектура Додеканез - Периферија Тесалија 15. Префектура Кардица 16. Префектура Лариса 17. Префектура Магнезија 18. Префектура Трикала - Периферија Западна Грчка 19. Префектура Ахаја 20. Префектура Етолија Акарнија 21. Префектура Елида - Периферија Западна Македонија 22. Префектура Лерин 23. Префектура Гребен 24. Префектура Костур 25. Префектура Кожани |  |

### Префектуре у оквиру периферије Атика
Бројем "1." означена је периферија Атика коју чине:
1. Префектура Атина
2. Префектура Источна Атика
3. Префектура Пиреј
4. Префектура Западна Атика